# Правда Майдану
«Правда Майдану» (англ. True Maidan) — документальний фільм режисерів Андрія Солоневича та Дмитра Ломачука про Майдан у Києві, за словами самих учасників Революції. Текст читав Михайло Жонин.

## Інформація про фільм
Стрічку знято для тих, хто впевнений у правді Кремлівських міфів, і саме для того, щоб розвіяти їх, і створений цей фільм. Також, автори вирішили показати Світу те, що дійсно відбувалося на Майдані в Києві. Цей фільм, має стати відповіддю пропагандистським роботам кремлівських журналістів, більшість з яких активно дискридитували Майдан і викривляли інформацію про події в Україні в цей час. Звичайні активісти і громадські діячі будуть самостійно їх розвіювати, пояснюючи і розповідаючи про минулі події кожен на власному прикладі.
Творці фільму, мають намір розповсюдити цю стрічку саме для глядачів зі Сходу та Півдня, щоб люди мали змогу побачити дійсно те, що відбувалося на Майдані. Окрім показів в Україні, фільм може бути показаним і на міжнародних кінофестивалях.

### Головні ролі
Реальні учасники Революції.